# Feyt
Feyt (Fait  auf Okzitanisch) ist eine französische Gemeinde mit 112 Einwohnern (Stand 1. Januar 2022) im Département Corrèze in der Region Nouvelle-Aquitaine.

## Geografie
Die Gemeinde liegt im Zentralmassiv auf dem Plateau de Millevaches am Rand des Regionalen Naturparks Millevaches en Limousin. Sie wird vom gleichnamigen Flüsschen Feyt durchquert, der später in die Méouzette mündet. An der südöstlichen Gemeindegrenze verläuft der Chavanon.
Tulle, die Präfektur des Départements, liegt ungefähr 90 Kilometer südwestlich, Ussel etwa 20 Kilometer südwestlich und Clermont-Ferrand rund 65 Kilometer östlich.
Nachbargemeinden von Feyt sind Saint-Merd-la-Breuille im Norden, Laroche-près-Feyt im Nordosten, Bourg-Lastic im Südosten, Monestier-Merlines im Südwesten sowie Eygurande im Westen.

### Verkehr
Der Ort liegt ungefähr 15 Kilometer nordöstlich der Abfahrt 24 der Autoroute A89.

## Wappen
Blasonierung: Gespalten, rechts in Blau besät mit goldenen Kugeln. Links in Silber ein roter schräger Balken mit zwei goldenen Muscheln belegt.

## Bevölkerungsentwicklung
| Jahr      | 1962 | 1968 | 1975 | 1982 | 1990 | 1999 | 2007 | 2016 |
| Einwohner | 164  | 178  | 145  | 116  | 119  | 121  | 100  | 129  |

## Sehenswürdigkeiten
- Kirche Saint-Clair, romanischer Sakralbau aus dem 13. und 19. Jahrhundert, als Monument historique klassifiziert[2].

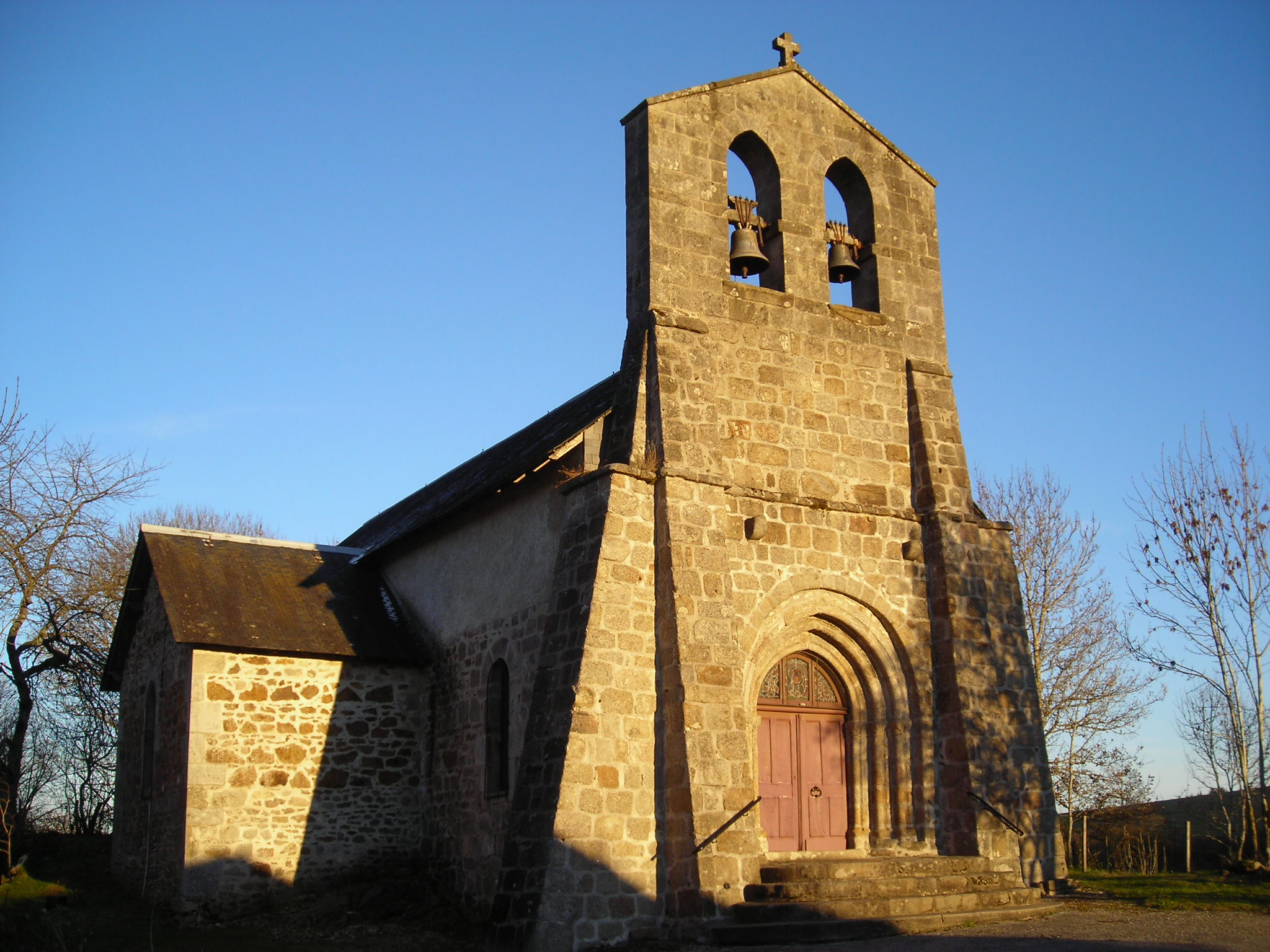
Kirche Saint-Clair